# جوزيف بيانيمي كافينتو
جوزيف بينامي كافينتو (30 حزيران\يونيو 1795 - 5 أيار\مايو 1877)، صيدلاني فرنسي. كان أستاذاً في كلية الصيدلة في باريس. تعاون مع بيير-جوزيف بيليتييه في المختبر الباريسي القائم على العطارة. كان رائداً في مجال استخدام المذيبات الخفيفة لعزل عدد من مكوّنات النباتات النشطة، كعزل أشباه القلويات من الخضراوات. من النجاحات التي حققاها عزل المركبات التالية:
| السنة | المركب\المركبات المعزولة | المصدر      |
| ----- | ------------------------ | ----------- |
| 1817  | اليخضور (الكلوروفيل)     |             |
| 1817  | إيميتين                  | عرق الذهب   |
| 1818  | ستريكنين                 | جوز مقيء    |
| 1819  | بروسين                   | جوز مقيء    |
| 1820  | سينكونين وكينين          | لحاء الكينا |
| 1821  | كافيين                   |             |

بعد ذلك، أثبت سلفات الكيينين أنه علاج هام لمرض الملاريا. الكينيين هو عنصر نشط يوجد في لحاء الكينا.
لم يختر أي من الشركاء تسجيل براءة اختراع لهذا المركب، تاركين أمر استخدامه للجميع. عام 1823، اكتشفوا نيتروجين في مركبات أشباه القلويات. من المركبات الأخرى التي اكتشفوها كولشيسين وفيراترين.
سميت الفوهة القمرية «كافينتو» على اسمه.

## روابط خارجية
- جوزيف بيانيمي كافينتو على موقع الموسوعة البريطانية (الإنجليزية)

## مطالعة إضافية
- Delepine, Marcel (1951). "Joseph Pelletier and Joseph Caventou". Journal of Chemical Education. ج. 28 ع. September: 454–461. DOI:10.1021/ed028p454.